# Amictus aegyptiacus
Amictus aegyptiacus är en tvåvingeart som beskrevs av Paramonov 1931. Amictus aegyptiacus ingår i släktet Amictus och familjen svävflugor.
Artens utbredningsområde är Egypten. Inga underarter finns listade i Catalogue of Life.